# Olympische Sommerspiele 1900/Teilnehmer (Schweiz)
| Silbermedaillen | Bronzemedaillen | 3. |
| --------------- | --------------- | -- |
| 6               | 2               | 1  |

Die Schweiz nahm mit 17 Athleten an den Olympischen Sommerspielen 1900 in Paris teil.

## Medaillengewinner

### Olympiasieger
| Name                                                                                  | Sportart  | Wettkampf                                         |
| ------------------------------------------------------------------------------------- | --------- | ------------------------------------------------- |
| Emil Kellenberger                                                                     | Schiessen | Armeegewehr 300 m, Dreistellungskampf             |
| Karl Conrad Röderer                                                                   | Schiessen | Armeerevolver 50 m, Einzel                        |
| Konrad Stäheli                                                                        | Schiessen | Armeegewehr 300 m, kniend                         |
| Emil Kellenberger Franz Böckli Konrad Stäheli Louis-Marcel Richardet Alfred Grütter   | Schiessen | Armeegewehr 300 m, Dreistellungskampf, Mannschaft |
| Karl Conrad Röderer Konrad Stäheli Louis-Marcel Richardet Friedrich Lüthi Paul Probst | Schiessen | Armeerevolver 50 m, Mannschaft                    |
| Bernard de Pourtalès Hélène de Pourtalès Hermann de Pourtalès                         | Segeln    | 1 bis 2 Tonnen, 1. Wettfahrt                      |

### Zweiter
| Name                                                          | Sportart  | Wettkampf                    |
| ------------------------------------------------------------- | --------- | ---------------------------- |
| Emil Kellenberger                                             | Schiessen | Armeegewehr 300 m, kniend    |
| Bernard de Pourtalès Hélène de Pourtalès Hermann de Pourtalès | Segeln    | 1 bis 2 Tonnen, 2. Wettfahrt |

### Dritter
| Name           | Sportart  | Wettkampf                  |
| -------------- | --------- | -------------------------- |
| Konrad Stäheli | Schiessen | Armeerevolver 50 m, Einzel |

## Teilnehmer nach Sportarten

### Fechten
- François de Boffa
Säbel für Amateure: in der Vorrunde ausgeschieden
- Paul Robert
Degen (offene Klasse): in der Vorrunde ausgeschieden
Florett für Amateure: in der Vorrunde ausgeschieden
- Jean Weill
Florett für Amateure: in der Vorrunde ausgeschieden

### Schiessen
- Franz Böckli
Armeegewehr 300 m, stehend: 5. Platz
Armeegewehr 300 m, kniend: 7. Platz
Armeegewehr 300 m, liegend: 21. Platz
Armeegewehr 300 m, Dreistellungskampf: 8. Platz
- Alfred Grütter
Armeegewehr 300 m, stehend: 7. Platz
Armeegewehr 300 m, kniend: 25. Platz
Armeegewehr 300 m, liegend: 23. Platz
Armeegewehr 300 m, Dreistellungskampf: 19. Platz
- Emil Kellenberger
Armeegewehr 300 m, stehend: 6. Platz
Armeegewehr 300 m, kniend: Zweiter 
Armeegewehr 300 m, liegend: 5. Platz
Armeegewehr 300 m, Dreistellungskampf: Olympiasieger
- Friedrich Lüthi
Armeerevolver 50 m, Einzel: 7. Platz
- Paul Probst
Armeerevolver 50 m, Einzel: 9. Platz
- Louis-Marcel Richardet
Armeegewehr 300 m, stehend: 17. Platz
Armeegewehr 300 m, kniend: 9. Platz
Armeegewehr 300 m, liegend: 12. Platz
Armeegewehr 300 m, Dreistellungskampf: 16. Platz
Armeerevolver 50 m, Einzel: 4. Platz
- Karl Conrad Röderer
Armeerevolver 50 m, Einzel: Olympiasieger
- Konrad Stäheli
Armeegewehr 300 m, stehend: 14. Platz
Armeegewehr 300 m, kniend: Olympiasieger 
Armeegewehr 300 m, liegend: 23. Platz
Armeegewehr 300 m, Dreistellungskampf: 9. Platz
Armeerevolver 50 m, Einzel: 3. Platz

- Emil Kellenberger, Franz Böckli, Konrad Stäheli, Louis-Marcel Richardet, Alfred Grütter
Armeegewehr 300 m, Dreistellungskampf, Mannschaft: Olympiasieger
- Karl Conrad Röderer, Konrad Stäheli, Louis-Marcel Richardet, Friedrich Lüthi, Paul Probst
Armeerevolver 50 m, Mannschaft: Olympiasieger

- César Bettex
Trap: 4. Platz

### Segeln
- Hermann de Pourtalès, Hélène de Pourtalès, Bernard de Pourtalès
Gemeinsame Wettfahrt: aufgegeben

- Bernard de Pourtalès, Hélène de Pourtalès, Hermann de Pourtalès
1 bis 2 Tonnen, 1. Wettfahrt: Olympiasieger 
1 bis 2 Tonnen, 2. Wettfahrt: Zweiter

### Turnen
- Charles Brodbeck
Turnmehrkampf: 43. Platz
- Jules Ducret
Turnmehrkampf: 19. Platz
- Oscar Jeanfavre
Turnmehrkampf: 23. Platz